# مایک پینر
مایک پینر (انگلیسی: Mike Pinner؛ زادهٔ ۱۶ فوریهٔ ۱۹۳۴) بازیکن فوتبال اهل بریتانیا است.
از باشگاه‌هایی که در آن بازی کرده‌است می‌توان به باشگاه فوتبال استون ویلا، باشگاه فوتبال سوانزی سیتی، باشگاه فوتبال لیتون اورینت، باشگاه فوتبال منچستر یونایتد، باشگاه فوتبال شفیلد ونزدی، باشگاه فوتبال کورینتیان کاسولس، باشگاه فوتبال کویینز پارک رنجرز، و باشگاه فوتبال چلسی اشاره کرد.
وی همچنین در تیم ملی فوتبال آماتور انگلستان بازی کرده‌است.